# Weser-Aller-Bahn
| EVB-151 im Bahnhof Rotenburg (Wümme) |          |                                |                                |
| Kursbuchstrecke (DB): | 124      |                                |                                |
| Streckenlänge: | 27 km    |                                |                                |
| Streckengeschwindigkeit: | 120 km/h |                                |                                |
| |          |                                |                                |
| Zuglauf |          |                                |                                |
| \| \| 0 \| Rotenburg (Wümme) \| Hanse-Netz \| \| \| 27 \| Verden (Aller) \| ICE, IC, RE, RS 1 \| \| \| 35 \| Dörverden (bis 2017) \| RE \| \| \| 42 \| Eystrup (bis 2017) \| RE \| \| \| 58 \| Nienburg (Weser) (bis 2017) \| ICE, IC, RE, S 2 \| \| \| 79 \| Leese-Stolzenau (bis 2017) \| Leese-Stolzenau (bis 2017) \| \| \| \| Landesgrenze Nds / NRW ⊙ \| \| \| \| 99 \| Petershagen-Lahde ⊙ (bis 2017) \| Petershagen-Lahde ⊙ (bis 2017) \| \| \| 111 \| Minden (Westf) ⊙ (bis 2017) \| ICE, IC, RE, S 1 \| |          |                                |                                |
| Kopfbahnhof Streckenanfang | 0        | Rotenburg (Wümme)              | Hanse-Netz                     |
| | 27       | Verden (Aller)                 | ICE, IC, RE, RS 1              |
| Bahnhof (Strecke außer Betrieb) | 35       | Dörverden (bis 2017)           | RE                             |
| Bahnhof (Strecke außer Betrieb) | 42       | Eystrup (bis 2017)             | RE                             |
| Bahnhof mit S-Bahn-Halt (Strecke außer Betrieb) | 58       | Nienburg (Weser) (bis 2017)    | ICE, IC, RE, S 2               |
| Bahnhof (Strecke außer Betrieb) | 79       | Leese-Stolzenau (bis 2017)     | Leese-Stolzenau (bis 2017)     |
| Grenze (Strecke außer Betrieb) |          | Landesgrenze Nds / NRW ⊙       | Landesgrenze Nds / NRW ⊙       |
| Bahnhof (Strecke außer Betrieb) | 99       | Petershagen-Lahde ⊙ (bis 2017) | Petershagen-Lahde ⊙ (bis 2017) |
| | 111      | Minden (Westf) ⊙ (bis 2017)    | ICE, IC, RE, S 1               |

Als Weser-Aller-Bahn wurde eine Regionalbahnlinie in Niedersachsen und Nordrhein-Westfalen bezeichnet, die zwischen Minden, Nienburg, Verden und Rotenburg unter der Liniennummer RB 76 verkehrte.
Ab Dezember 2017 fuhr die Linie RB 76 nur noch zwischen Verden und Rotenburg. Seit dem 11. Dezember 2022 ist die Linie Verden–Rotenburg als RS 6 Teil der Regio-S-Bahn Bremen/Niedersachsen.

## Verlauf
Die Weser-Aller-Bahn befuhr die Bahnstrecken Verden–Rotenburg, Wunstorf–Bremen und Nienburg–Minden.
Der Linienverlauf ist Teil einer direkten Verbindung zwischen Hamburg und dem Ruhrgebiet, die insbesondere im Güterverkehr als Ausweichroute die Strecke über Bremen, Osnabrück und Münster entlastet. Auch Verkehre zwischen Hamburg und Hannover werden teilweise über sie geführt. Um genügend Kapazitäten für umgeleitete Fern- und Güterzüge zu schaffen, werden die Regionalbahnen bisweilen auf Schienenersatzverkehr umgestellt.

## Betrieb

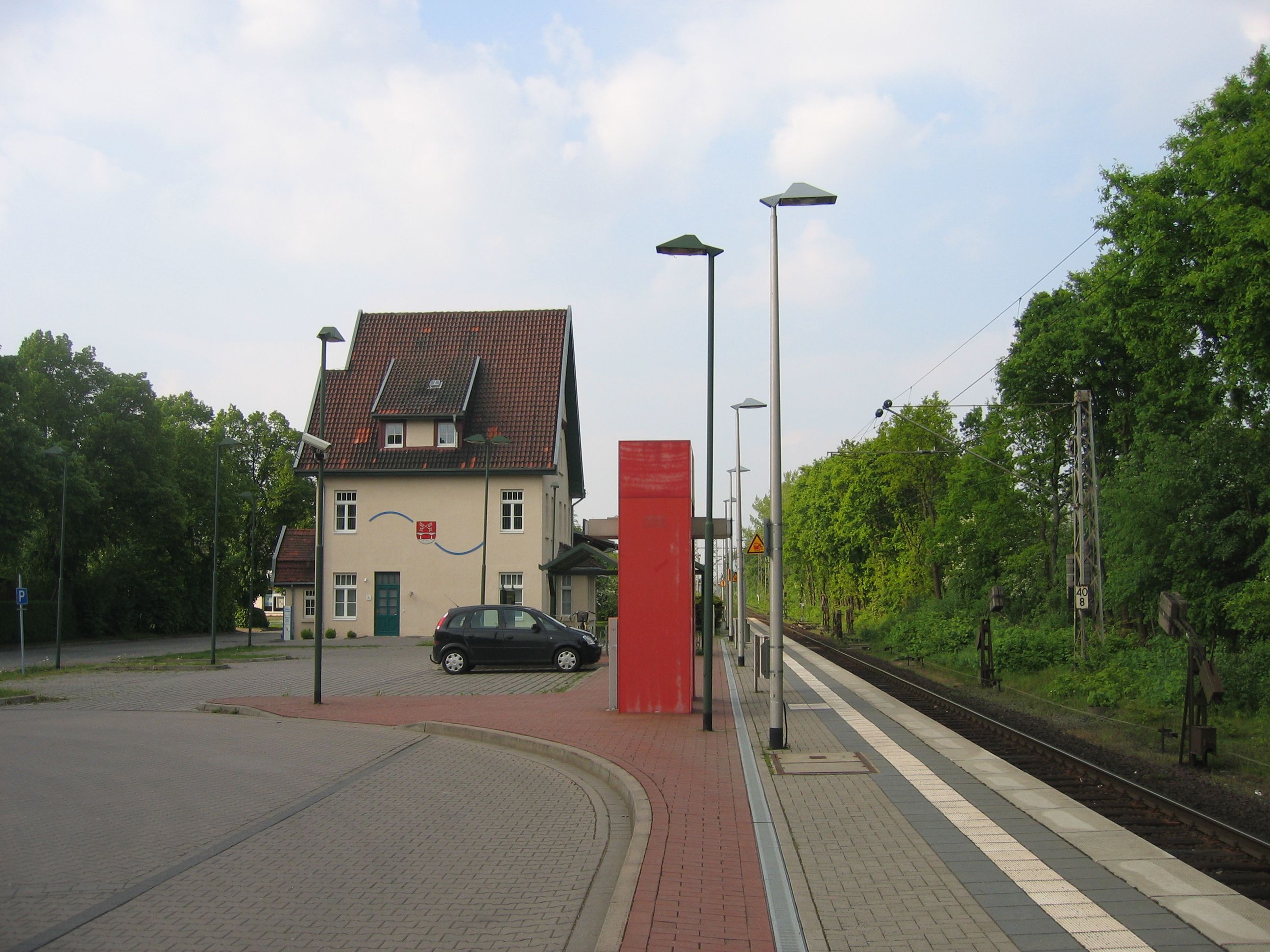
Einziges Bahnsteiggleis des Bahnhofs Petershagen-Lahde an der Bahnstrecke Nienburg–Minden

Eingeführt wurde die Linie RB 76 „Weser-Aller-Bahn“ zwischen Minden und Rotenburg zum Fahrplanwechsel im Dezember 2002. Die Linie löste dabei die Linie RE 76 „Weser-Aller-Express“ ab, die seit 1998 unter dieser Bezeichnung im Zweistundentakt zwischen Bielefeld und Rotenburg verkehrte. Mit der Umstellung wurde der südliche Endpunkt auf Minden gekürzt. Zum Einsatz kamen dabei Elektrolokomotiven der Baureihe 110 mit n-Wagen. Unter der Woche teilweise auch Dieseltriebzüge der Baureihe 614.

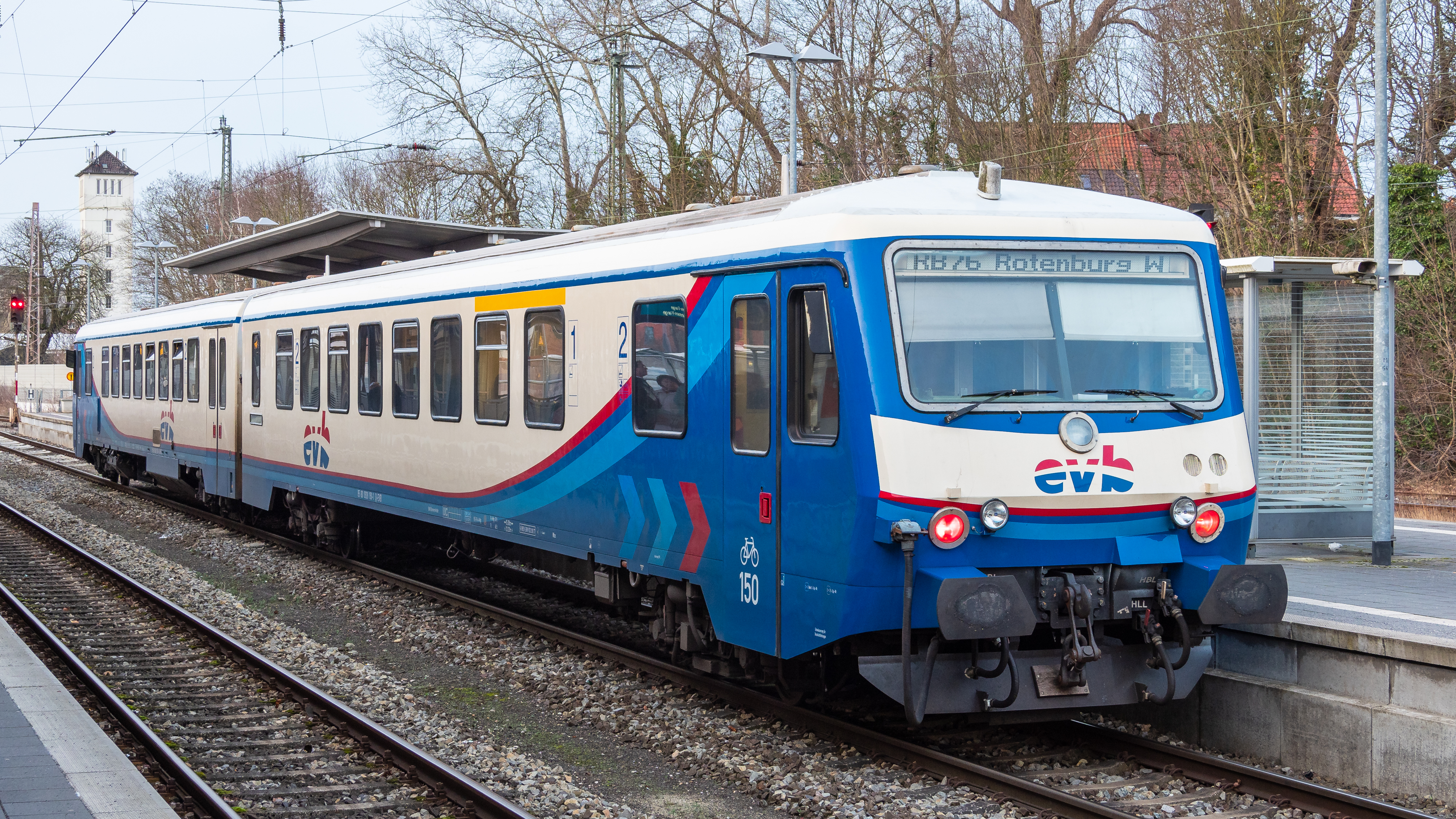
RB76 Dieseltriebzug der EVB in Verden/Aller (2020)

Als Folge der Kürzung der Regionalisierungsmittel begann zum Fahrplanwechsel im Dezember 2007 die Abbestellung der durchgehenden Verbindung. Dabei wurde anfänglich noch die vollständige Einstellung der Linie erwogen. Damit wäre die Bahnstrecke Nienburg–Minden nur noch im Güterverkehr und die Bahnstrecke Verden–Rotenburg zusätzlich als Umleitungsstrecke für den Personenfernverkehr bedient worden. Die wenige Jahre zuvor erfolgten Investitionen für die Wiederinbetriebnahme und den Ausbau des Bahnhofs Petershagen-Lahde wären damit hinfällig geworden.
Zum Fahrplanwechsel im Dezember 2007 wurde die Linie teilweise gebrochen. Montags bis freitags fuhren die Züge der Weser-Aller-Bahn von Rotenburg bis Verden, wo Anschluss an den Regionalexpress Bremen–Hannover nach Nienburg bestand. Dort konnte nach Minden umgestiegen werden. Der Abschnitt Nienburg–Minden ist seitdem Teil des Porta-Express (RE 78), der weiter nach Bielefeld verkehrt. Am Wochenende wurde die durchgehende Verbindung zunächst beibehalten, die um etwa eine Stunde verschoben zur Verbindung von Montag bis Freitag war. Die Fahrzeit ab Ostwestfalen (u. a. Bielefeld) in Richtung Bremen verkürzte sich unter der Woche etwas, in Richtung Hamburg entstand bei Umwegfahrt über Bremen eine Fahrzeitverlängerung um bis zu einer Stunde.
An Wochenenden und Feiertagen wurde die durchgehende Verbindung von Minden nach Rotenburg von Reisenden aus Ostwestfalen in Richtung Hamburg (mit DB-Wochenendticket und Niedersachsen-Ticket) stark genutzt. Die Auslastung in der Woche für die nunmehr geteilte Strecke ist allerdings besonders für den ländlichen Abschnitt Nienburg–Minden gering.
Von Dezember 2016 bis Dezember 2018 führte die EVB den Betrieb auf der Weser-Aller-Bahn als Subunternehmer der DB Regio Nord durch. Dabei wurde bis Dezember 2017 ein Fahrzeugumlauf an Wochenenden weiterhin durch DB Regio betrieben. Dieser Umlauf entfiel durch die Kürzung der Linie zwischen Minden und Verden. Nach einer Ausschreibung für den Zeitraum von 2018 bis 2022 übernahm die EVB den Betrieb der Linie direkt. Es wurden weiterhin die Triebzüge der Baureihe 628 eingesetzt und auch der Fahrplan blieb erhalten.
Auf dem Abschnitt zwischen Nienburg und Bielefeld werden die Verkehrsleistungen vom Porta-Express (RE 78) erbracht. Seit dem Fahrplanwechsel im Dezember 2017 werden diese von der Eurobahn durchgeführt, zum Einsatz kommen Elektrotriebwagen vom Typ Flirt 3.
Seit dem Dezember 2022 ist die Linie Verden–Rotenburg Teil der Regio-S-Bahn Bremen/Niedersachsen. Ihr Betrieb wurde mit den übrigen Linien des Netzes neu ausgeschrieben und an die NordWestBahn vergeben, die bereits zuvor den Betrieb der Regio-S-Bahn durchführte. Seitdem werden auf der Linie Elektrotriebzüge anstelle der Dieseltriebzüge eingesetzt.